# 차이뽀능
차이뽀능(민난어 백화자: chhài-pó͘-nn̄g, 한자: 菜脯卵, 중국어: 菜脯蛋, 병음: càifǔ dàn 차이푸단[*])은 대만 및 푸젠성, 차오산, 홍콩, 마카오 등 중국 남부에서 먹는 달걀 요리이다. 차이뽀를 넣어 오믈렛처럼 부쳐 낸다.

## 같이 보기
- 어아찌안